# Jagdschloss Friedrichsgmünd

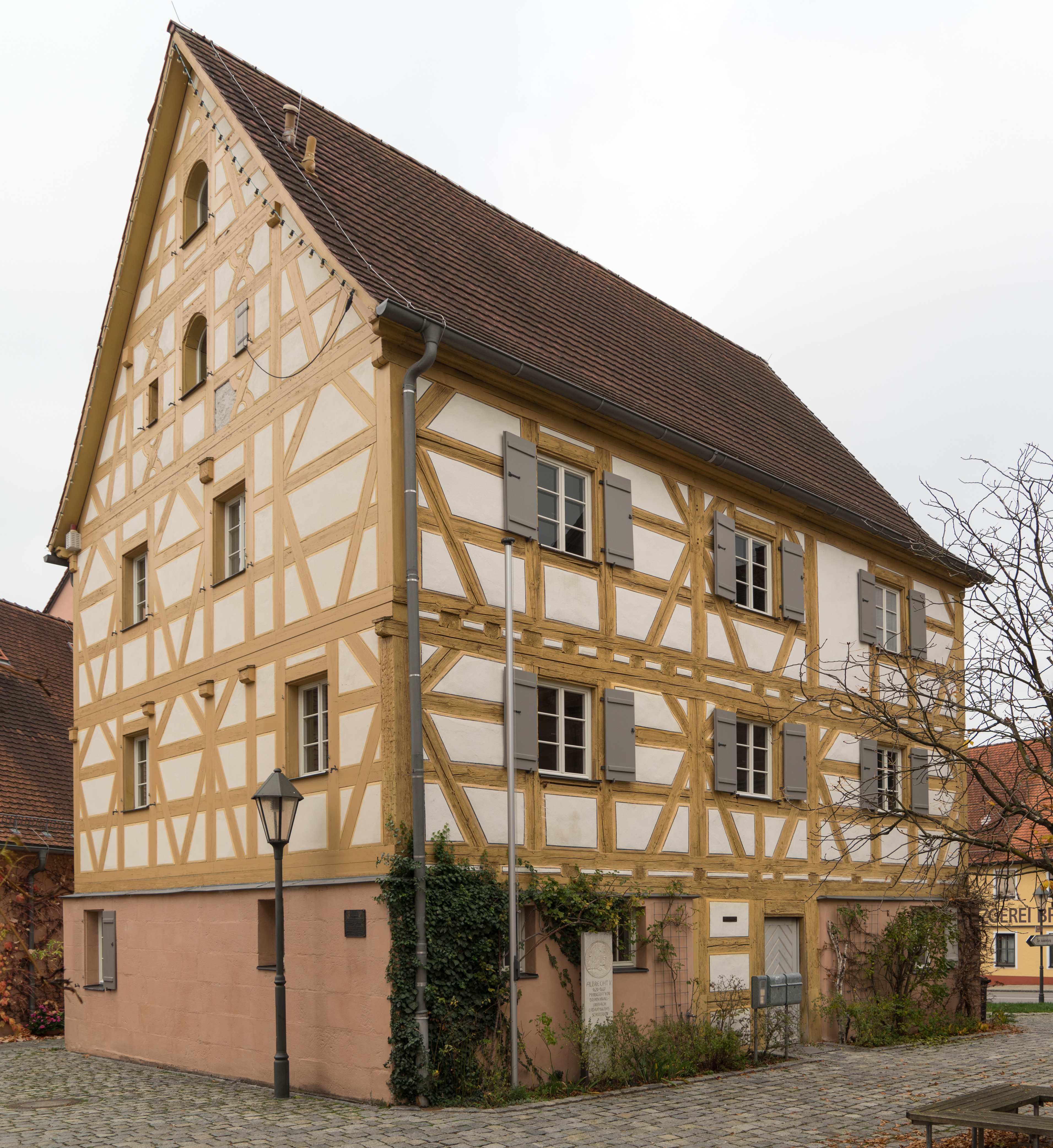
Georgensgmünd, Am Schlösslein 1 (2024)

Das Jagdschloss Friedrichsgmünd ist ein früheres herrschaftliches Gebäude in Friedrichsgmünd in der Gemeinde Georgensgmünd im Landkreis Roth (Mittelfranken, Bayern).

## Geschichte
Der Legende nach ließ der Ansbacher Markgraf Albrecht II. im Jahr 1666 das Gebäude im Jahr 1666 nahe der Brücke über die Fränkische Rezat für sich errichten. Der Ort wurde nach seinem Sohn Johann Friedrich benannt.  Neuere Untersuchungen zeigen, dass das Gebäude erst nach 1692 durch eine Bergbaugesellschaft errichtete, die es unter anderem als Wohn- und Verwaltungsgebäude (als Hammerschloss) nutzte. Der erste Bau ist 1718 abgerissen und 1720 wieder aufgebaut worden. In den Oberamtsbeschreibungen des Jahres 1732 von Johann Georg Vetter gab es in Friedrichsgmünd 10 Anwesen, darunter ein Brauhaus mit Tafernwirtschaft, einen Eisenhammer, eine Eisenschmelze, an deren Stelle im Folgejahr die Untere Papiermühle errichtet wurde, und eine Ziegelhütte. Zu dieser Zeit wurde auch das Verwalterämtlein Friedrichsgmünd gegründet. Das Gebäude wurde bis 1919 als Gasthaus „Zur Krone“ genutzt. Es wurde 1995 durch die Gemeinde erworben und nachfolgend renoviert.

## Baubeschreibung
Das Gebäude ist ein Baudenkmal (Nr. D-5-76-121-34) und in der Liste der Baudenkmäler in Georgensgmünd folgendermaßen beschrieben:

- Ehemaliges Jagdschlösschen des Markgrafen Johann Friedrich von Ansbach: Dreigeschossiger Giebelbau, 1666, Obergeschosse Fachwerk, erste Hälfte 18. Jahrhundert
- Scheune